# بال كيرالي
بال كيرالي (بالمجرية: Király Pál)‏ هو عداء مراثوني مجري، ولد في 7 نوفمبر 1896 في بشت في المجر، وتوفي في 4 يناير 1969 في بودابست في المجر.

## وصلات خارجية
- بال كيرالي على موقع أوليمبيديا (الإنجليزية)
- بال كيرالي على موقع اللجنة الأولمبية المجرية (الهنغارية)